# Actiniopteris
Actiniopteris es un género con 7 especies de helechos de la familia Pteridaceae.

## Taxonomía
Actiniopteris fue descrito por Heinrich Friedrich Link y publicado en Filicum Species 79, en el año 1841. La especie tipo es: Actiniopteris radiata (Sw.) Link

## Especies
- Actiniopteris australis Link
- Actiniopteris dichotoma Mett.
- Actiniopteris dimorpha Pic. Serm.
- Actiniopteris kornasii Medwecka-Kornaś
- Actiniopteris pauciloba Pic. Serm.
- Actiniopteris radiata (Sw.) Link
- Actiniopteris semiflabellata Pic. Serm.